# 5661 (année hébraïque)
5661 (hébreu : ה'תרס"א , abbr. : תרס"א) est une année hébraïque qui a commencé à la veille au soir du 24 septembre 1900 et s'est finie le 13 septembre 1901. Cette année a compté 355 jours. Ce fut une année simple dans le cycle métonique, avec un seul mois de Adar. Ce fut la cinquième année depuis la dernière année de chemitta.

## Calendrier
Ce calendrier hébraïque de l'année 5661 donne les correspondances avec les dates du calendrier grégorien.
Le premier nombre dans chaque case correspond au jour du mois hébraïque. Les jours en couleurs sont des jours remarquables juifs .
| ◄◄ | 5661 | ►► |

## Naissances
- Heinrich Himmler
- Jascha Heifetz

## Décès
- Wilhelm Carl von Rothschild

5656 - 5657 - 5658 - 5659 - 5660 - 5661 - 5662 - 5663 - 5664 - 5665 - 5666